# Альвеолоцит
Альвеолоци́т (альвеоци́т, пневмоци́т) — клетка плоского эпителия, выстилающего стенки лёгочных альвеол. Альвеолярный эпителий неоднороден и представлен клетками трёх типов.

## Классификация

### I типа — плоские, или респираторные
Покрывают бо́льшую часть (95-97 %) поверхности альвеол, являются компонентом аэрогематического барьера, через них осуществляется газообмен. Имеют неправильную форму и истончённую цитоплазму (менее 0,2 мкм), которая содержит слаборазвитые органеллы и большое количество пиноцитозных пузырьков. Связаны между собой и с альвеолоцитами II типа плотными соединениями. Эти клетки очень чувствительны к токсическим веществам.

### II типа — большие, или гранулярные
Количество их приблизительно равно числу альвеолоцитов I типа, среди которых они лежат поодиночке или мелкими группами, но покрывают только 2-5 % поверхности альвеол. Имеют округлую или кубическую форму, выступают в просвет альвеол, на поверхности имеют микроворсинки. В цитоплазме альвеолоцитов II типа содержатся в большом количестве митохондрии, хорошо развитый гранулярный эндоплазматический ретикулум и другие органеллы, среди которых наиболее характерны осмиофильные пластинчатые тельца, окружённые мембраной. Последние состоят из электронноплотного слоистого вещества, включающего фосфолипиды, белковые и углеводные компоненты. Пластинчатые тельца, подобно секреторным гранулам, выделяются из альвеолоцитов II типа и образуют на поверхности альвеолярного эпителия плёнку сурфактанта до 0,05 мкм толщиной.
Помимо выработки сурфактанта альвеолоциты II типа выполняют и другие функции:
1. Регуляция транспорта воды и ионов через альвеолярный эпителий.
2. Синтез и секреция интерферона и лизоцима.
3. Участие в обмене ксенобиотиков.
4. Являются камбиальными элементами альвеолярного эпителия.
5. Обезвреживание окислителей[2].

### III типа — щёточные
Отличаются наличием на апикальной поверхности коротких микроворсинок, а в цитоплазме — многочисленных везикул и пучков микрофибрилл. Предполагается, что альвеолоциты III типа осуществляют всасывание жидкости и концентрацию сурфактанта либо хеморецепцию. Также высказывается предположение об их нейросекреторной функции.